# Dirichletfunctie
De Dirichletfunctie is in de wiskunde de indicatorfunctie van de rationale getallen. De functie, die genoemd is naar Johann Dirichlet, wordt veel gebruikt als voorbeeld van een functie die wel Lebesgue-integreerbaar is, maar niet Riemann-integreerbaar. Formeel is de Dirichletfunctie gedefinieerd als de functie {\displaystyle f} waarvoor geldt:
{\displaystyle f(x)={\begin{cases}1&{\text{ als }}x\in \mathbb {Q} &(x{\text{ is een rationaal getal}})\\0&{\text{ als }}x\not \in \mathbb {Q} &(x{\text{ is een irrationaal getal}})\end{cases}}}
Soms wordt het domein van de Dirichletfunctie beperkt tot het interval [0,1].
De Dirichletfunctie is een bijzondere functie, die bijna overal gelijk is aan 0 en die in elk punt van z'n domein discontinu is. De grafiek bestaat voor het oog uit twee evenwijdige lijnen, namelijk de x-as en een lijn daarboven op de hoogte 1.

## Integreerbaarheid
De Dirichletfunctie is over geen enkel interval {\displaystyle [a,b]} ({\displaystyle a<b}) Riemann-integreerbaar, want in elk echt deelinterval liggen zowel rationale als irrationale getallen, zodat elke Riemannse ondersom gelijk is aan 0 en elke bovensom gelijk aan {\displaystyle b-a.}
De Dirichletfunctie is wel Lebesgue-integreerbaar. Het is namelijk een enkelvoudige functie met slechts twee waarden 0 en 1, zodat bijvoorbeeld op het interval {\displaystyle [a,b]} geldt:
{\displaystyle \int _{a}^{b}f(x)\lambda (dx)=0\cdot \lambda (\mathbb {Q} ^{c}\cap [a,b])+1\cdot \lambda (\mathbb {Q} \cap [a,b])=0.}
Hierin is {\displaystyle \lambda } de Lebesgue-maat.